# Octava cruzada
La octava cruzada también fue una fallida campaña militar liderada por el rey francés Luis IX que se llevó a cabo en Túnez entre 1264-1270. Inicialmente el objetivo era neutralizar la amenaza que era el sultán mameluco Baybars para los Estados latinos de Oriente, pero finalmente se materializó en conseguir la conversión al cristianismo del emir de la Túnez y la extensión de esta religión por el territorio limítrofe. La expedición militar fracasó y en ella falleció el monarca francés.

## Antecedentes
Desde el paso de Luis IX por Tierra Santa, durante la Séptima Cruzada, los mongoles habían invadido Oriente Medio y conquistado los emiratos de Alepo y Damasco. Los francos orientales habían reaccionado de manera diferente hacia los mongoles, aliándose con ellos el principado de Antioquía y el Reino armenio de Cilicia mientras que el reino de Jerusalén y el condado de Trípoli se aliaron con los mamelucos. Pero la muerte del Gran Kan Möngke hizo que los mongoles regresaran a su país de origen para resolver los problemas de sucesión. Cuestión resuelta, Hulagu, el khan mongol de Persia, regresa y exige la lealtad de los mamelucos, que se niegan. Finalmente, el sultán mameluco Qutuz derrotó a los mongoles en  Ain Yalut el 3 de septiembre de 1260 y conquistó los emiratos de Damasco y Alepo, rodeando los Estados cruzados. Qutuz fue destronado poco después por Baibars, quien no ocultó su deseo de expulsar a todos los francos de Siria.
Entre los años 1264 y 1269 Baibars, el mayor azote de los cruzados desde los tiempos de Saladino y que selló su eliminación del Levante., atacó lo que quedaba de los Estados latinos de Oriente y tomó Nazaret, Haifa, Torón y Arsuf, comquistando gran parte de los territorios de los Estados cruzados de Levante. Si al principio del reinado del sultán (1260) los cruzados dominaban la costa levantina entre Gaza y Cilicia, y contaban con imponentes fortalezas en el interior para proteger el territorio, cuando falleció en 1277 apenas se sostenían en Acre, Tiro, Sidón, Trípoli, Gibelet, Tortosa y Latakia y en las fortalezas de Marqab y Atlit. Hugo III, rey de Jerusalén y Chipre, desembarcó en San Juan de Acre para defender la ciudad mientras Baibars había avanzado hasta el Reino armenio de Cilicia, que en ese momento estaba controlado por los mongoles.
Los francos de ultramar, ocupados en sus disputas internas y sin soberano fuerte desde hacía treinta años, se negaron a reconocer la autoridad de Hugo III y reaccionaron sólo débilmente ante los avances de Baibars. En 1268 fue tomada Jaffa. La guerra de asedio que había prevalecido hasta entonces, gracias a las fortalezas construidas y restauradas por Luis IX durante su estancia entre 1250 y 1254, se transformó progresivamente en guerra de posiciones. Asimismo el Oriente Próximo cristiano vivía una época de anarquía entre las órdenes religiosas que debían defenderlo, así como entre comerciantes genoveses y venecianos.
Mientras tanto Luis  IX seguía muy de cerca los acontecimientos en Oriente y, cuando el Papa Urbano IV  decide imponer un impuesto extraordinario durante un período de tres años para apoyar financieramente al Oriente cristiano, Luis IX apoya esta iniciativa y la aumenta a cinco años a pesar de la impopularidad de esta medida. Sin embargo, temiendo otra invasión mongola de Rusia por parte de la Horda de Oro, nadie se arriesgó a emprender una cruzada. Eliminado este peligro, el rey de Francia envió embajadas a Hulagu con el fin de concertar una alianza y una acción militar concertada contra el Egipto mameluco.  El plan de los cruzados, fundamentalmente franceses, era conquistar Egipto o al menos el delta del Nilo, bien para asentarse en él o como moneda de cambio para recuperar Jerusalén y los territorios palestinos perdidos por las últimas derrotas. 

## La cruzada
Al tanto de las noticias que llegaban de Tierra Santa, los papas Alejandro IV, Urbano  IV y Clemente  IV llamaron a Occidente a una cruzada. Desde el mes de abril de 1266, el rey de Navarra Teobaldo II, el duque de Brunswick Alberto I, el duque de Baviera Luis II y el margrave de Meissen Enrique III anunciaron su intención de ir a luchar a Tierra Santa en la primavera de 1267. Sin embargo, parte del las fuerzas del reino de Francia están ocupadas apoyando a Carlos de Anjou en la conquista del Reino de Sicilia y luchando contra Manfredo de Hohenstaufen. Sólo en 1266, cuando éste fue derrotado, Luis  IX anunció en marzo de 1267 su intención de emprender la cruzada, transformando estas salidas ocasionales en una cruzada organizada pero retrasándola tres años. Este anuncio puso en apuros al Papa Clemente  IV, que deseaba que el rey francés permaneciera en su reino para mantener la paz en Occidente y, conociendo la frágil salud del rey, temía un desenlace fatal para tal expedición. Por otra parte, los francos orientales no ocultan su necesidad de refuerzos inmediatos, aunque fueran limitados. Finalmente, el Papa aceptó y confió la predicación de la cruzada al cardenal de Sainte-Cécile Simón de Brion, legado papal en Francia y futuro Papa Martín IV, y luego a Raoul de Grosparmy, cardenal y obispo de Albano. Aunque la nueva cruzada fue mal recibida,· Luis IX fijó la salida para la primera quincena de mayo de 1270 de Aigues-Mortes.

### Actuación de los infantes de Aragón
En septiembre de 1269, Jaime I, rey de Aragón, que se llegaba encumbrado de gloria tras la conquista de Mallorca (1229) y del reino de Valencia (1238) de manos de los musulmanes de España, envió a Tierra Santa a sus dos bastardos Fernán Sánchez de Castro y Pedro Fernández de Híjar. Los caballeros hospitalario y los Caballeros templarios tuvieron grandes dificultades para impedir que cometieran imprudencias ante las provocaciones de Baibars, que buscaba atraer a los cruzados a sus trampas, por lo que acabaron regresando a Aragón sin haber aportado gran ayuda ni haber obtenido resultados destacables.

## Preparativos desde Francia

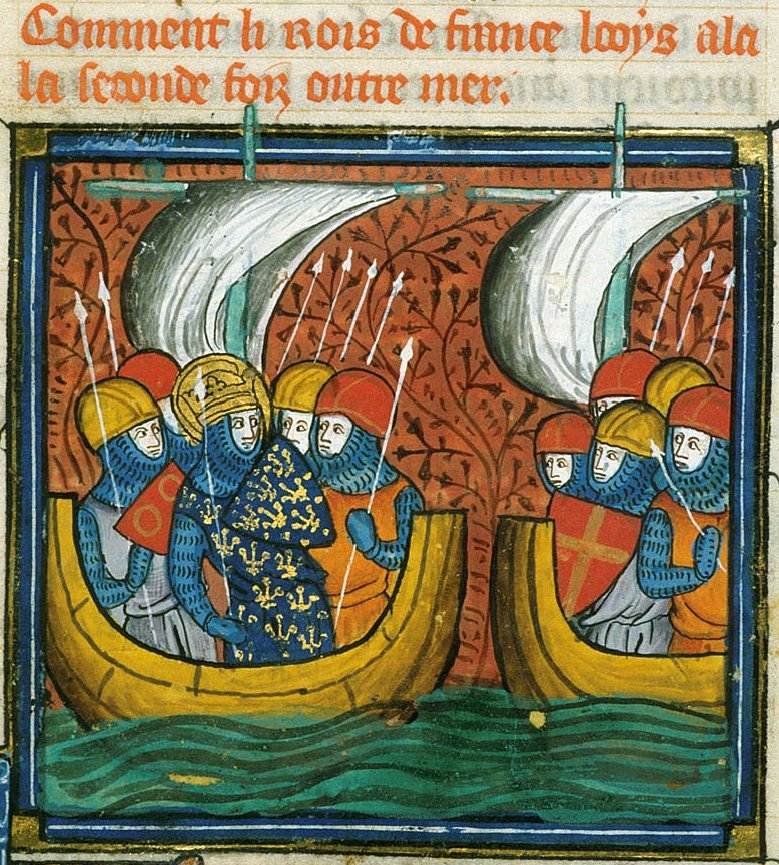
Florent de Varennes camino a Túnez.

Finalmente la inmensa expedición partió de Aigues-Mortes el 1 de julio de 1270. A pesar de las reticencias y críticas de los nobles, acompañaban al rey sus tres hijos Felipe, Pedro y Juan-Tristán, su yerno Teobaldo II de Navarra, sus hermanos Alfonso de Poitiers y Carlos de Anjou, su sobrino Roberto II de Artois, el duque Juan I de Bretaña y multitud de condes y señores. La escuadra arribó frente a Cartago el 18 de julio, en pleno verano magrebí.
El 13 de julio mientras la flota hacía escala en Cagliari, Luis IX anunció que el primer objetivo de la cruzada era Túnez. Pese a la grave situación del Levante cristiano, se acepta que fue el hermano del rey Carlos de Anjou quien le convenció para dirigir su nueva cruzada no al Levante, sino a Túnez, donde afirmó que el emir local estaba dispuesto a abandonar el islam y convertirse al cristianismo.
Sin embargo es más plausible que los intereses de éste se basaran en los agravios que tenía contra la corte de Túnez, que acogió a los partidarios de los Hohenstaufen derrotados en Sicilia y que habría convencido a los sultanes hafsidas de no pagar más al reino de Sicilia el tributo que estos últimos pagaban con los Hohenstaufen en el poder, aunque para él desviar la expedición a Túnez y establecer allí un protectorado tenía el gran inconveniente de retrasar su objetivo personal de la reconquista del Imperio latino de Constantinopla. En marzo de 1270 Carlos había reunido en Sicilia una flota destinada a llevar ayuda al Despotado de Morea en la lucha contra el emperador bizantino. Sin embargo, no queriendo disgustar a su hermano, Carlos ordenó en mayo desde sus posesiones en el sur de Italia el envío de alimentos, trigo y ganado a Cerdeña destinados a la cruzada. Asimismo, si el rey de Francia hubiese deseado apoyar las ambiciones de su hermano habría podido hacer la escala en Sicilia en vez de en Cerdeña, lo cual no hizo.
A pesar de la oposición de algunos estrechos colaboradores del rey a la empresa propuesta por su hermano hacia Túnez, éste la aceptó. Para tranquilizar a los cruzados que lo acompañaban, Luis IX los reunió y aclaró a los miembros de esta gran asamblea que la Iglesia aprobaba su proyecto, ya que esta cruzada conllevaba una indulgencia plenaria similar a la vinculada a la expedición a Jerusalén.

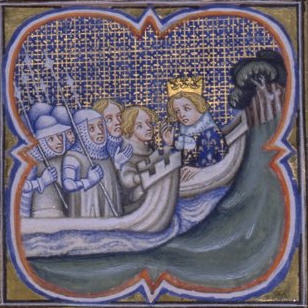
Luis IX de Francia liderando la Octava Cruzada.

Se ha argumentado que el sultán de Túnez estaba dispuesto a recibir el bautismo si una fuerza militar cristiana estaba presente para evitarle la ira de su pueblo. Si se hubiera logrado esto, los suministros de Egipto, proporcionados en parte por los hafsidas, habrían disminuido y Túnez podría haber servido como base terrestre para atacar a Egipto. Sabemos que una embajada de Túnez acudió a la corte francesa en otoño 1269, pero desconocemos el contenido de las negociaciones.
Cualesquiera que fueran las razones para desviar la cruzada a Túnez, fue un grave error estratégico para los latinos del Este.

## Sitio de Túnez

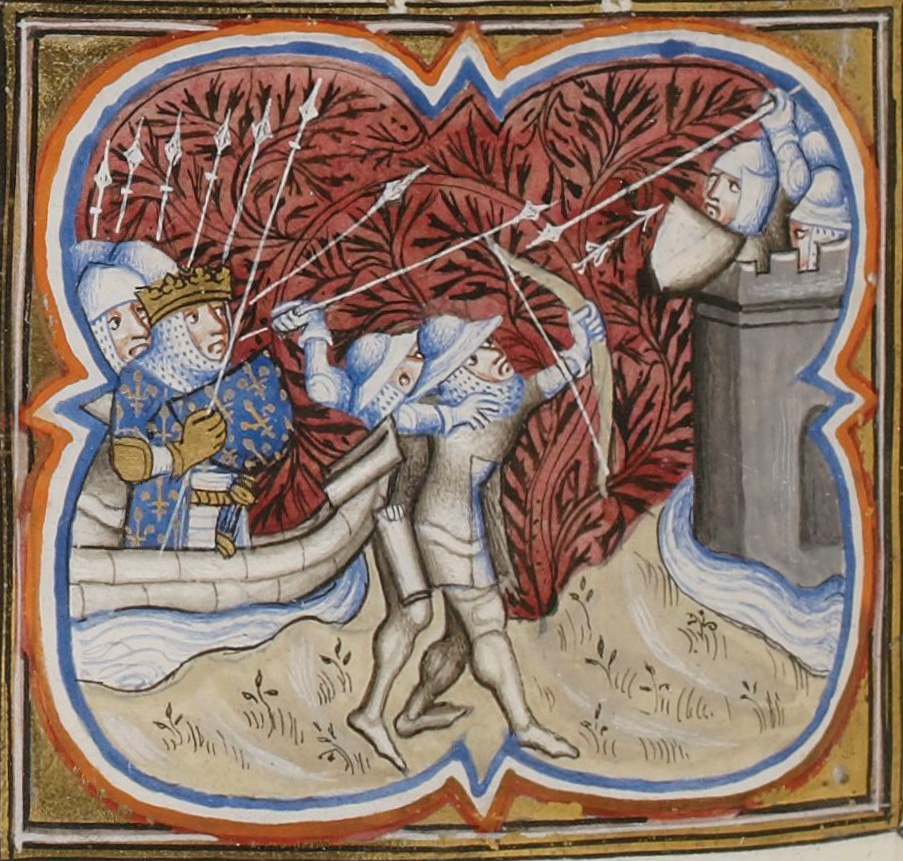
San Luis asedia Túnez durante la Octava Cruzada (1270). Iluminación de las Grandes Crónicas de Francia (hacia 1370-1378). París, BnF, Departamento de Manuscritos, francés 2813, folio 299 verso.

Tras abandonar Cagliari el 15 de julio de 1270, la flota de Luis IX desembarcó frente a Túnez el 18 de julio. Gracias al efecto sorpresa, se tomaron las fortificaciones y el terreno frente al puerto de Túnez y se cortaron las rutas de suministros hacia la ciudad. Sin embargo, los cruzaron debieron lidiar desde el primer día la falta de agua potable. El 21 de julio, la llanura de Cartago, con varios pozos, fue ocupada, y el 24 de julio se inició el asalto de la ciudad..
En contra de lo esperado el sultán de Túnez no pretendió convertirse,  se refugió en la ciudad  y llamó a los mamelucos en su ayuda. Baibars, que creía que la cruzada tendría como objetivo Egipto, puso el delta del Nilo en estado de defensa y organizó una expedición de socorro a Túnez. El comandante del Temple anunció la inminente llegada de Carlos de Anjou, que aún no se había llegado a Túnez, y Luis IX decidió esperarlo para poder atacar Túnez con el máximo de fuerzas. Los musulmanes mientras acosaban constantemente el campamento cruzado y Luis IX prohibió su persecución por temor a emboscadas. La ola de calor hizo insoportable la estancia en tiendas de campaña, el agua de los pozos no siempre era potable y las enfermedades se comenzaron a propagar rápidamente en el campamento cruzado.  El 2 de agosto murió toma a Juan-Tristán, hijo del rey, y 25 de agosto, al día siguiente de la llegada de los barcos de Carlos de Anjou, falleció el propio rey Luis.Richard, 1983, p. 566-570.</ref>. Además los otros dos hijos, Felipe y Pedro,  del rey yacían también moribundos.
El nuevo rey, Felipe III, era demasiado inexperto para asumir el mando y, en cualquier caso, también estaba enfermo de disentería. Así, Carlos de Anjou se hizo cargo de las operaciones y logró apoderarse del campamento musulmán el 24 de septiembre.
El hermano de Luis IX conocía los métodos de evasión y acoso empleados por los sarracenos, y tres días después de la muerte del rey de Francia reunió barcos mercantes y lanchas rápidas en un estanque cerca de Túnez. Asustados por la perspectiva de un desembarco masivo, los musulmanes abandonaron sus tácticas. y se agruparon en un grupo de combate, lo que permitió a los cruzados librar una verdadera batalla durante la cual el rey de Sicilia y el conde Roberto II de Artois cayeron sobre ellos y los destrozaron.

## Abandono del asedio

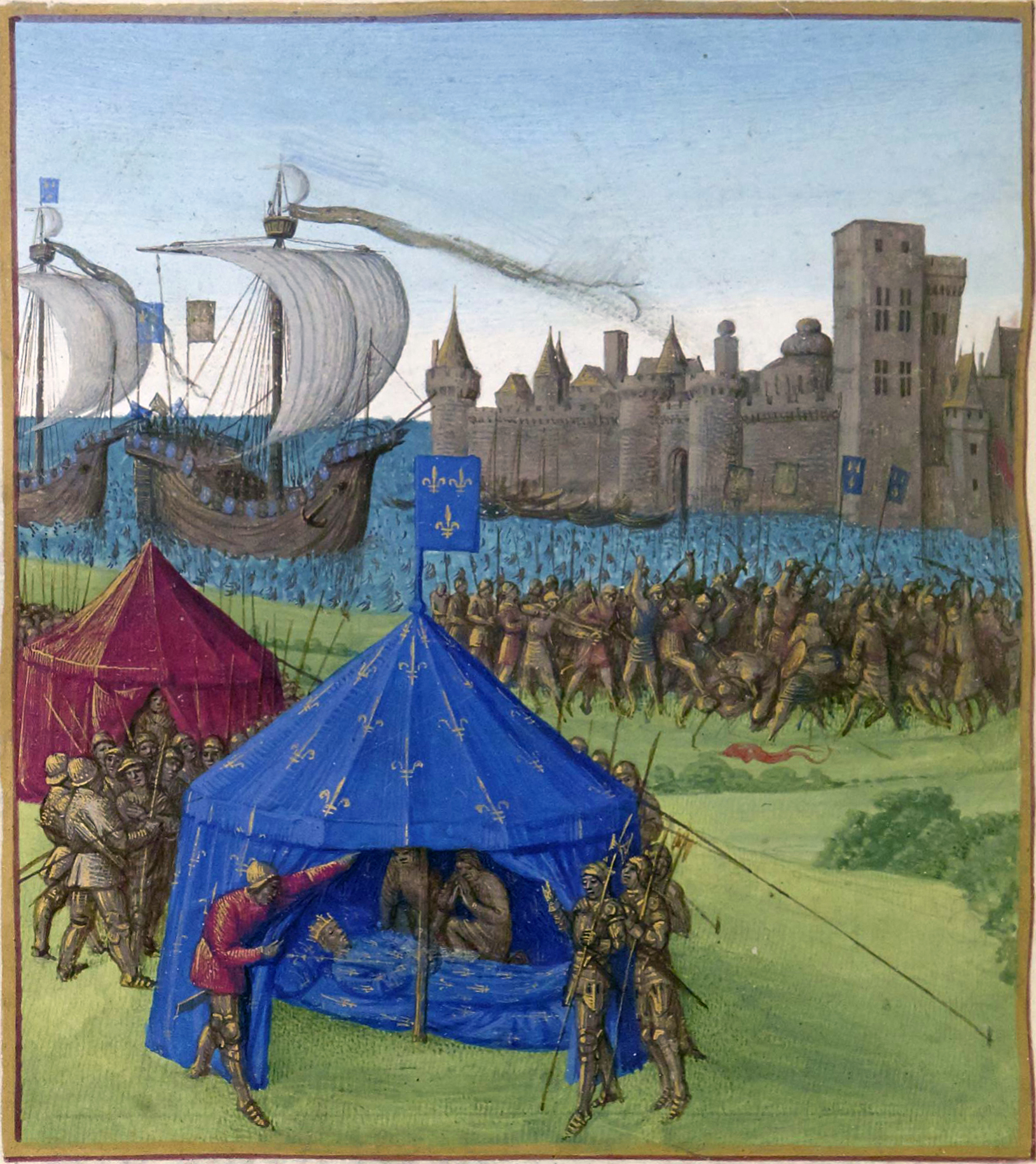
Sitio de Túnez y muerte de Luis IX en las Grandes Crónicas de Francia de Jean Fouquet.

A la muerte del rey y de su hijo por enfermedades hubo que sumar la de numerosos componentes de la expedición como el legado papal Raul de Grosparmy, Alfonso de Brienne, Hugo XII de Lusignan, Mateo III de Montmorency, el mariscal Gautier de Nemours, el almirante de Francia Florent de Varennes o el chambelán Mathieu de Villebéon.
En el fondo Carlos de Anjou no deseaba la captura de la ciudad y el sultán de Túnez, cuyo ejército también estaba diezmado por las epidemias, deseaba negociar. Sobre el 30 de octubre se llegó a un acuerdo  por el cual el sultán pagó una indemnización de 210.000 onzas de oro,  reanudaba el pago del tributo debido al rey de Sicilia, expulsaba a los partidarios gibelinos de su corte y concedía libertad de comercio a los comerciantes cristianos y el derecho a predicar y orar públicamente en las iglesias a los religiosos cristianos. A cambio, el ejército cruzado evacuó Túnez, dejando atrás las armas de asedio. El 10 de noviembre de 1270, el príncipe heredero Eduardo de Inglaterra llegaba al lugar pero, al ver que se había alcanzado un acuerdo de paz, regresa inmediatamente a Tierra Santa para liderar la Novena Cruzada, uniéndosele a él el conde de Luxemburgo Enrique V. El ejército embarca el 11 de noviembre y arriba el 14 frente a la siciliana Trápani. En la noche del 15 al 16 se desata una fuerte tormenta y se hunden unos cuarenta barcos. Los cruzados acuerdan regresar a Francia para preparar una nueva cruzada que nunca verá la luz del día 16.
En septiembre de 1272, Carlos de Anjou formó una embajada para recoger el tributo que debía pagarle el sultán Abû `Abd Allah Muhammad al-Mustansir. y pidiendo a ésta que retornara a Sicilia con la madera de las máquinas de guerra que quedaron en Túnez cuando los ejércitos cruzados regresaron a Sicilia.
Entre 1271-1272 tuvo lugar la Novena Cruzada, que a veces se la agrupa con la octava; es comúnmente considerada como la última gran cruzada medieval a Tierra Santa.